# Sigvard Forssell
Carl Fredrik Johan Sigvard Forssell, född 2 augusti 1910 i Höganäs, Malmöhus län, död 15 januari 2002 i Vänersborg, var en svensk ingenjör.
Forssell, som var son till civilingenjör, filosofie doktor Jakob Forssell och Augusta Gottlieb, avlade studentexamen i Vänersborg 1928, utexaminerades från Kungliga Tekniska högskolans avdelning för maskinbyggnad och mekanisk teknologi 1934 och bedrev studier inom den brittiska bilindustrin 1935. Han var konstruktör, senare provningsingenjör vid AB Volvo i Göteborg 1935–1939, avdelningsingenjör vid AB Stockholms Spårvägars bussgarage 1940–1941, tjänstgjorde i det militära som motoringenjör med kaptens tjänsteställning 1940 och 1941 samt var chefskonstruktör för bussar vid AB Volvo i Göteborg från 1942. 
Forssell utgav Moderna riktlinjer vid konstruktion av busschassier (föredrag, återgivna i bland annat Teknisk Tidskrift 1945) och blev associate member of the Institute of Automobile Engineers i London 1946.